# Milk It
«Milk it» (с англ. — «Надои молока») — песня американской гранж-группы Nirvana, впервые выпущенная в третьем и последнем студийном альбоме коллектива «In Utero» под 8-м номером 13 сентября 1993 года. Также песня была в дальнейшем выпущена уже после смерти Курта Кобейна в 1994 году на бокс-сете «With the Lights Out» в виде акустической демозаписи и в рамках концертного альбома From the Muddy Banks of the Wishkah 1 октября 1996 года. Впервые песня была исполнена 9 апреля 1993 года в Сан-Франциско, а в последний раз 8 января 1994 года в Сиэтле, Вашингтон.

## Музыка и лирика
«Milk it» представляет собой тяжёлую альтернативную рок-песню длительностью 3 минуты 55 секунд с размером 4/4 и темпом 136. Она базируется на последовательности аккордов Bb5 — E5 — G5 — G#5. Вокал Кобейна в данной композиции выполнен преимущественно в скриминговом стиле.
Как и «Heart-Shaped Box» и «Drain You», эта песня затрагивает медицинские темы. Это также, кажется, песня о любви в некоторой форме.

## Рейтинги и отзывы
Стив Альбини, продюсер альбома, был впечатлён песней, назвав её и трек «Scentless Apprentice» как «две [песни], которые поразили меня как самый большой шаг для группы», потому что они представляли «самый большой разрыв» из более традиционно мелодичного материала группы, и были «самыми авантюрными» песнями в альбоме.
В 2015 году Rolling Stone выпустил рейтинг «102 лучших песен Nirvana», где «Milk it» заняла 43 место.